# Passiflora riparia
Passiflora riparia Mart. ex Mast. – gatunek rośliny z rodziny męczennicowatych (Passifloraceae Juss. ex Kunth in Humb.). Występuje naturalnie w Boliwii, Peru, Ekwadorze, Kolumbii, Wenezueli oraz Brazylii (w stanach Acre, Amazonas, Amapá, Pará i Mato Grosso). 

## Morfologia
PokrójZdrewniałe, trwałe, nagie liany.
Liściepodłużne lub prawie lancetowate, rozwarte u podstawy, skórzaste. Mają 6,5–8,5 cm długości oraz 3,5–6,5 cm szerokości. Całobrzegie, ze spiczastym wierzchołkiem. Ogonek liściowy jest nagi i ma długość 20–45 mm. Przylistki są liniowe o długości 4 mm.
KwiatyPojedyncze lub zebrane w pary. Działki kielicha są podłużne, mają 4–5 cm długości. Płatki są podłużnie liniowe, mają 3–3,5 cm długości. Przykoronek ułożony jest w dwóch rzędach, ma 2–50 mm długości.
OwoceSą jajowatego kształtu. Mają 3–10 cm długości i 2,5–5 cm średnicy.

## Biologia i ekologia
Występuje w lasach nizinnych.